# Большая Хадата
Большая Хадата (Большая Хадыта; устар. Большая Ходата) — река на Полярном Урале в России, протекает по территории Приуральского района Ямало-Ненецкого автономного округа. Исток река берет у восточной оконечности озера Большое Хадатаёганлор. Устье находится в 416 км по правому берегу реки Щучьей, длина реки — 75 км.

## Название
С ненецкого Большая Хадата — «Имеющая много елей, Еловая». Названа так по наличию елового леса в нижнем течении реки.

## Притоки
- 6 км по левому берегу — Няравойхадата
- 30 км по правому берегу — Няхарнёяшор
- 38 км по левому берегу — Салъятальбя
- 49 км по правому берегу — Гэнахадата
- 55 км по левому берегу — Воргашор

## Данные водного реестра
По данным государственного водного реестра России относится к Нижнеобскому бассейновому округу, водохозяйственный участок реки — Обь от города Салехард и до устья, речной подбассейн реки — бассейны притоков Оби ниже впадения Северной Сосьвы. Речной бассейн реки — (Нижняя) Обь от впадения Иртыша.
Код объекта в государственном водном реестре — 15020300212115300034227.

## Охранный статус
С 1997 года бассейн реки был отнесён к территории Горнохадатинского биологического заказника, который после реорганизации в 2014 году вошёл в виде участка в состав Природного парка Полярно-Уральский.

## Фотографии

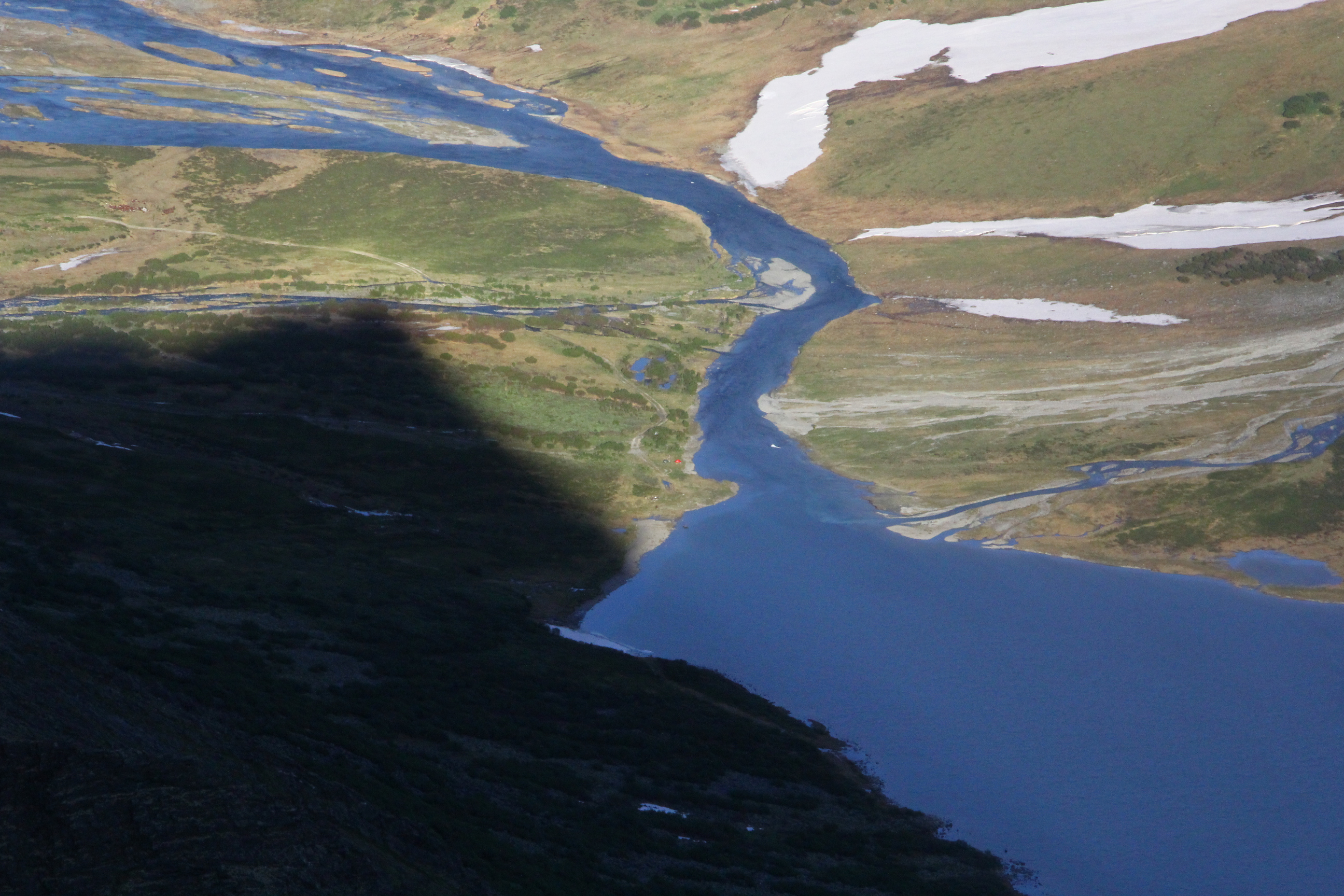
Исток Большой Хадаты, вид со стороны г. Анучина
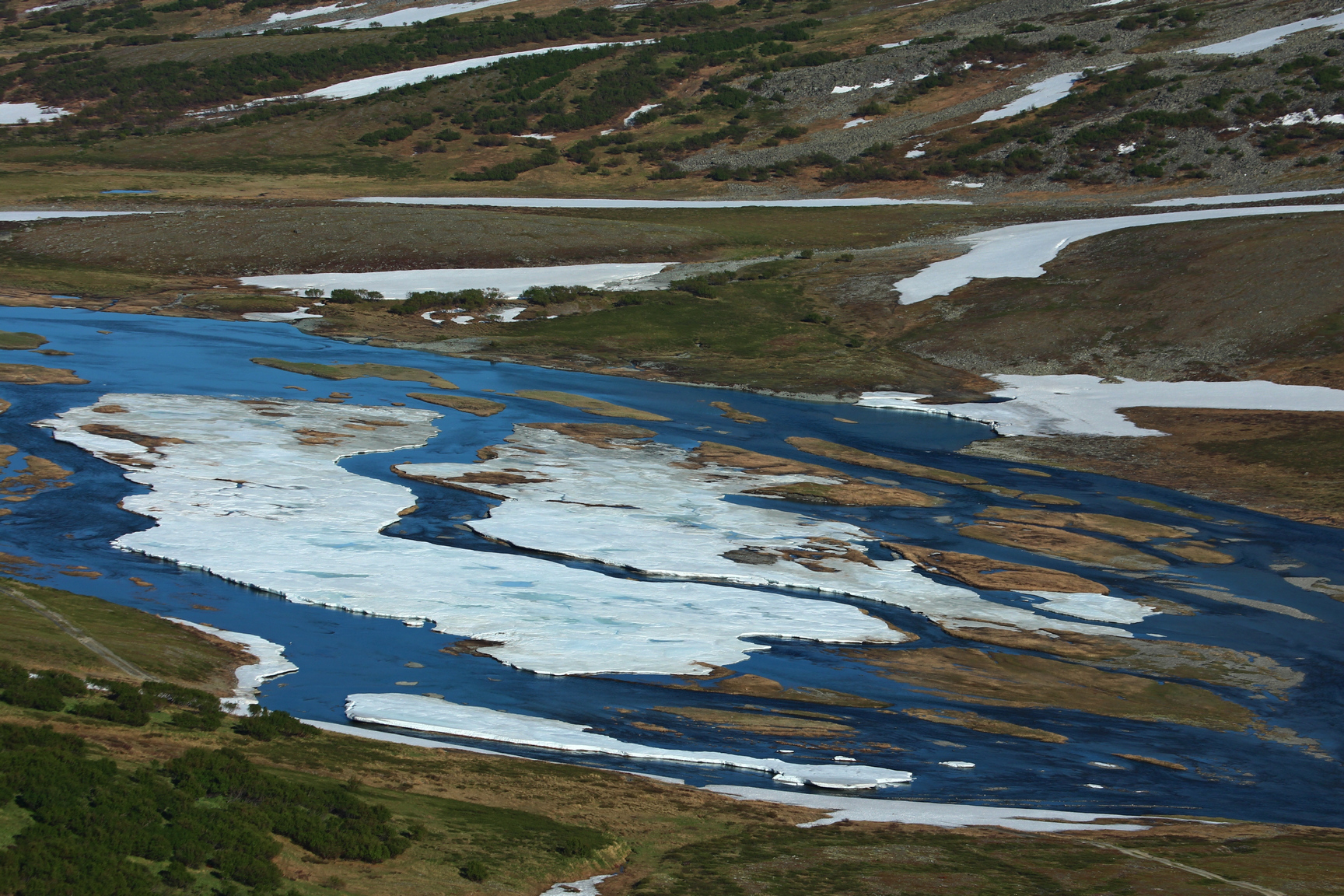
Июльские снежники у истока Большой Хадаты
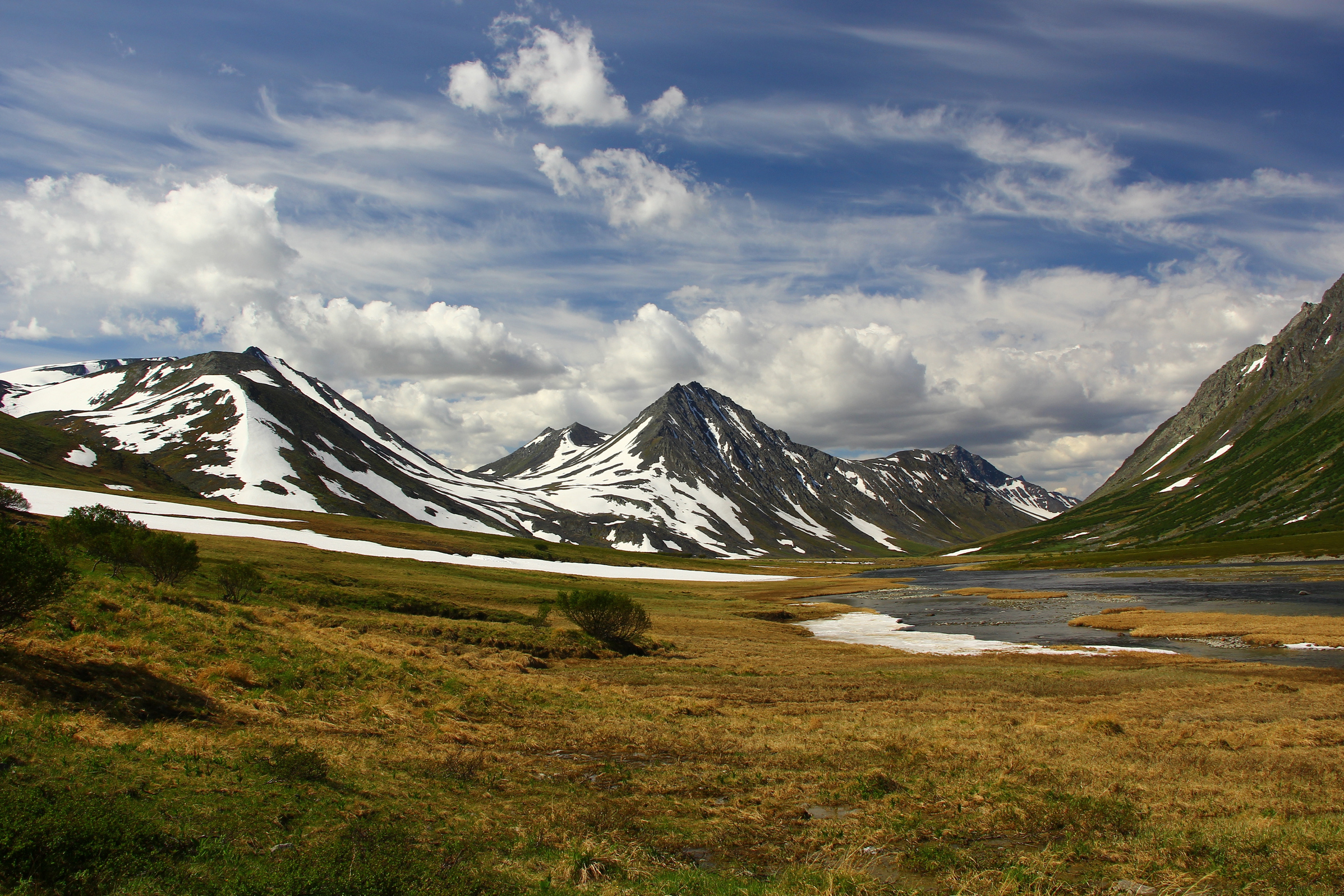
Большая Хадата в верхнем течении
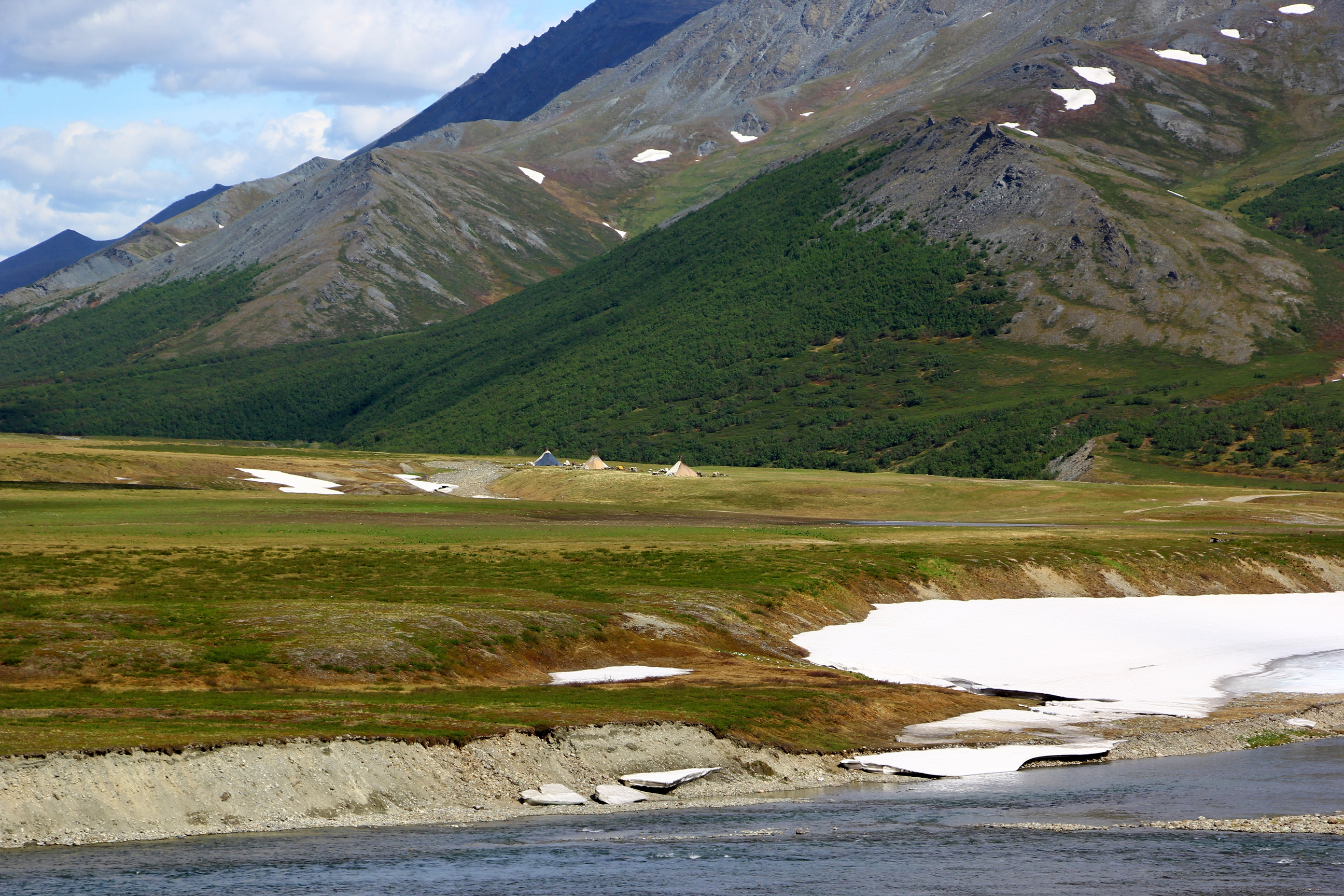
Чумы ненцев на берегу Большой Хадаты